# Zajeziorze (powiat staszowski)
Zajeziorze – kolonia w Polsce położona w województwie świętokrzyskim, w powiecie staszowskim, w gminie Łubnice.
Kolonia oddalona ok. 3 km od lewego brzegu Wisły, w pobliżu łąki zwanej Błoniem Rejterowskim.